# Lamidat

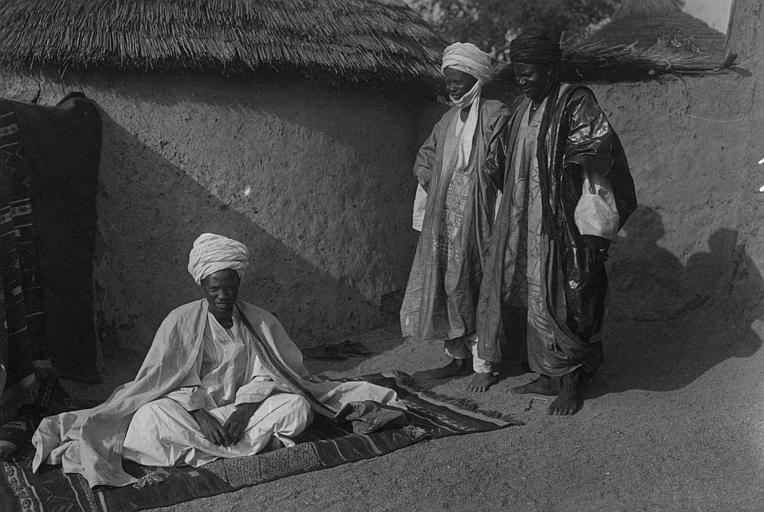
Le lamido de Maroua avec deux dignitaires (février 1918).

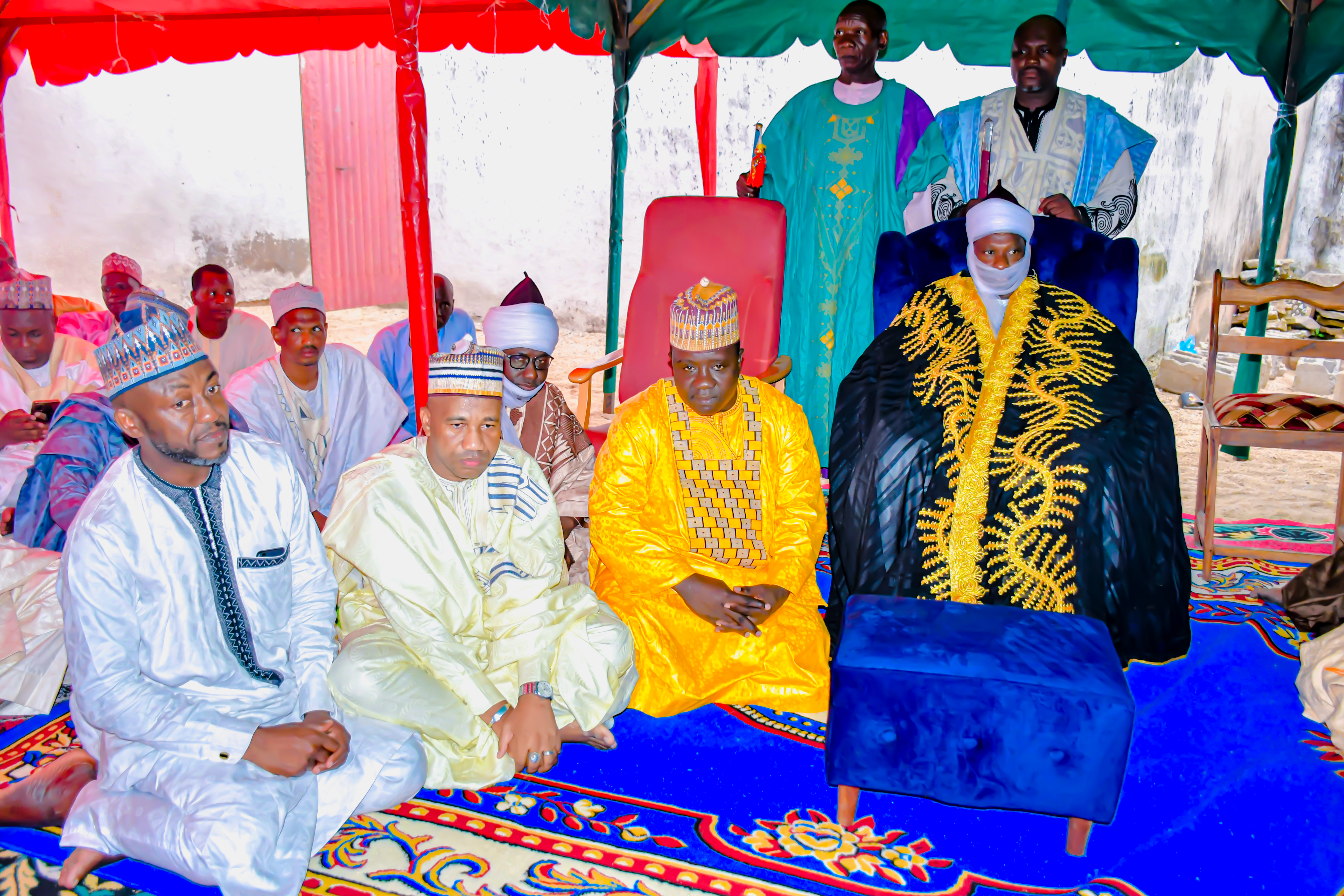

Un lamidat est une chefferie traditionnelle peule (Foulbé) du nord Cameroun (actuelles régions de l’Extrême-Nord, du Nord et de l’Adamaoua). La création des lamidats est liée aux migrations des Peuls dans ces régions à la fin du XVIIe siècle.

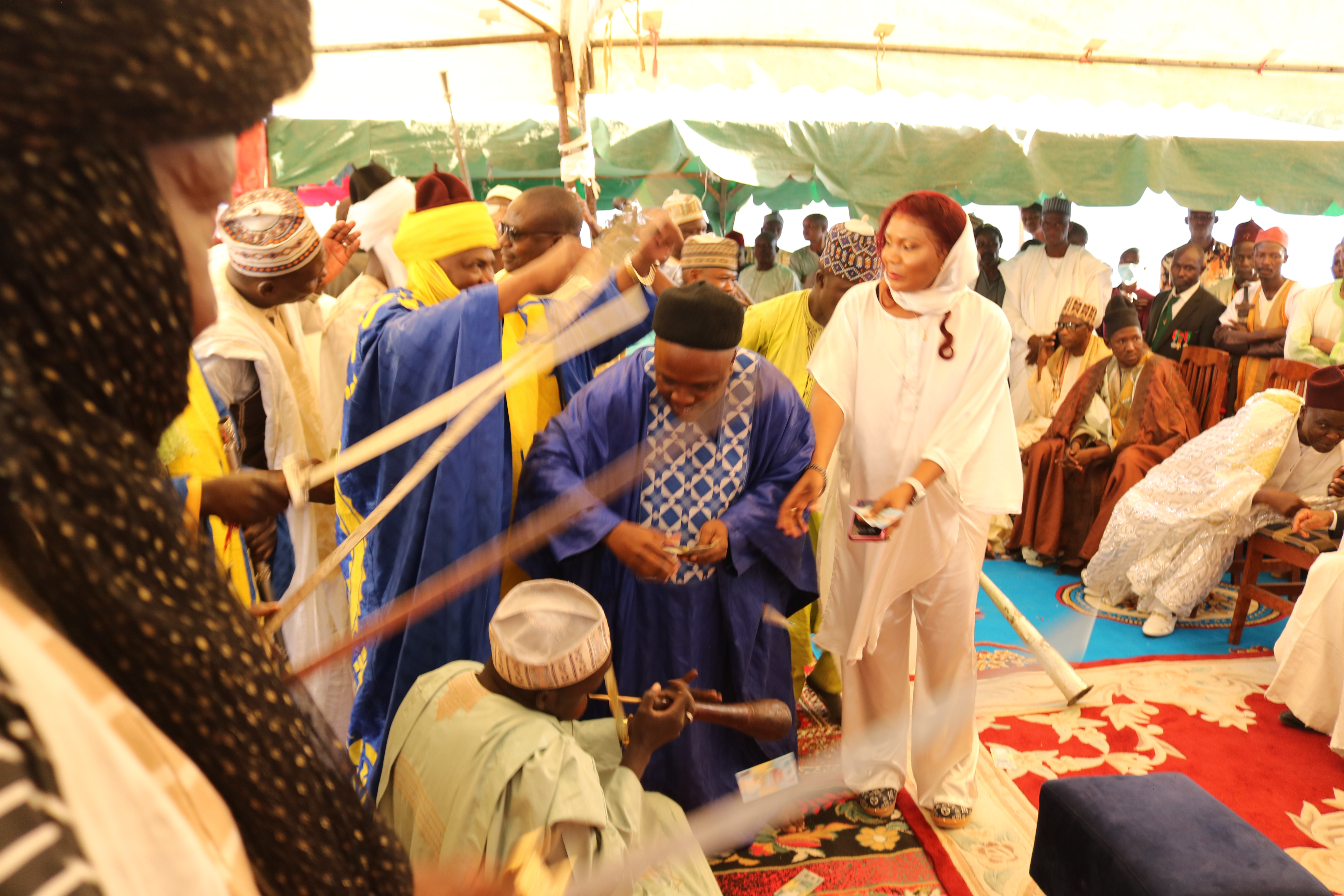
Fada sa majesté lamido de maroua

## Définition
Le lamidat signifie « chefferie » en langue peul (verbe laamaago : régner) ou territoire de commandement du chef. Le chef traditionnel est appelé lamido (au pluriel : lamibé).
Le mot pourrait avoir été emprunté au mot sérère beaucoup plus ancien « lamane », qui signifie « hériter » / « successeur » ou « maître de la terre » ou « chef propriétaire du sol » en sérère,,.

## Histoire
À la fin du XVIe siècle, la grande vague migratoire des Peuls, peuple de pasteurs nomades qui se déplacent d'ouest en est depuis le Macina, atteint le lac Tchad. Au siècle suivant, les Peuls s'implantent dans le nord du Cameroun, contribuant à la diffusion de l'islam. Ils s'organisent en petits États théocratiques musulmans, dirigés par un lamido, à la fois chef politique et spirituel.

## Organisation
Le lamidat s’étend sur un territoire bien défini et exerce un pouvoir local centralisé et hiérarchisé. En effet, le lamidat est subdivisé en lawanat, (dont le chef est appelé ardo ou lawane) lui-même divisé en djawora, (djaworo : chef de village ou chef de quartier en ville). Ardo ou lawane a sous sa direction plusieurs villages. Il s'occupe des litiges mineurs, le lamido n'étant saisi que lors des cas graves.
Le ardo ou lawane transmet les directives du lamido aux djaworos. Ces derniers ont sous leur administration un village ou un quartier ; leur territoire de commandement est donc plus petit.
Le ardo ou lawane est assisté, dans l'exercice de son autorité, de six notables que sont : l'imam, le wakili, le kaïgama, le galdima, le sarkifaada et le sarkisaanou.
Ces structures de commandements et de justice de la période pré-coloniale ont non seulement perduré, mais surtout, elles subsistent aux côtés des structures générées par l’État. Mais, l’importance des différents lamidats encore existants est très variable.

## Lamidat par région
Les lamidats se situent dans le nord du Cameroun dans les régions de l'Adamaoua, de l'Extrême-Nord et du Nord. L'annuaire des chefferies du Cameroun répertorie 15 lamidats de 1er degré dans ces trois régions et trois sultanats. De nombreux autres lamidats de second degré (lawanat) y sont aussi répertoriés. Certaines portent aussi le nom de lamidat bien qu'elles soient des chefferies de second degré.

### Adamaoua

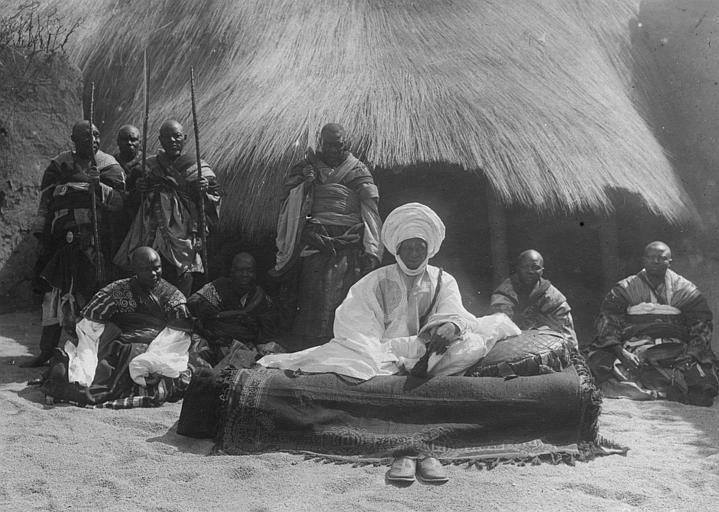
Lamido de Ngaoundéré (vers 1917)

- Lamidat de Banyo
- Lamidat de Kontcha
- Lamidat de Ngaoundéré
- Lamidat de Tibati
- Lamidat de Tignère

### Extrême-Nord

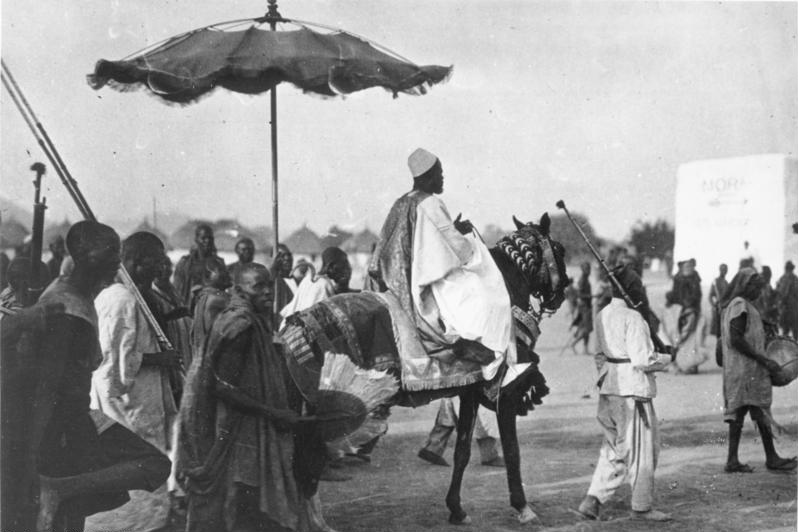
Sultanat de Mora (Wandala).

- Danse traditionnelle chez Sa Majesté Abdoulaye Yerima Bakary Lamido de Maroua au CamerounLamidat de Bogo
- Lamidat de Doumrou
- Lamidat de Guidiguis
- Lamidat de Maroua
- Lamidat de Kaélé
- Lamidat de Kalfou
- Lamidat de Mindif
- Lamidat de Mokolo

- Sultanat de Kousséri
- Sultanat de Logone-Birni

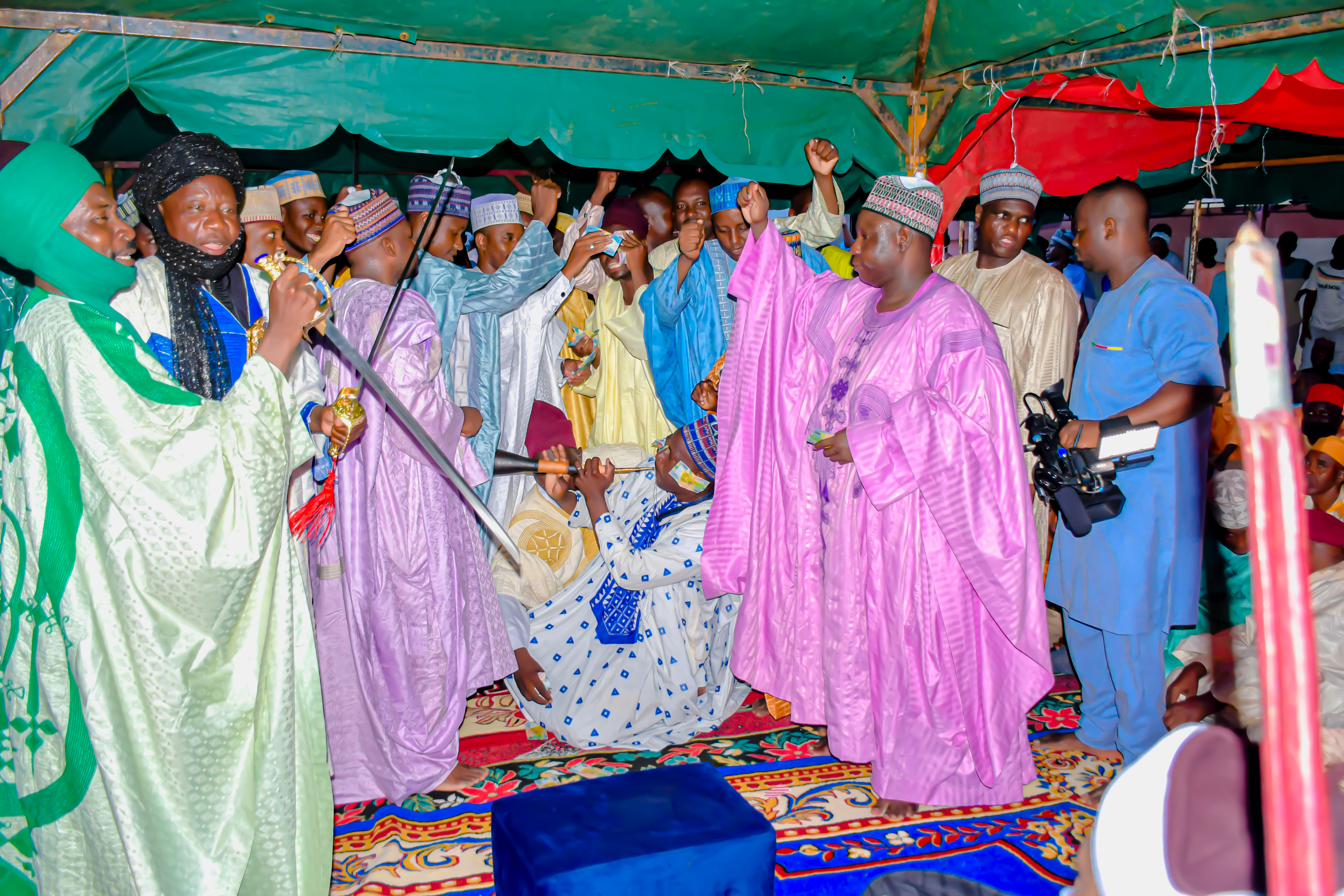
Danse traditionnelle chez Sa Majesté Abdoulaye Yerima Bakary Lamido de Maroua au Cameroun

- Sultanat de Wandala : Royaume Mandara
- Lamidat de Yagoua

### Nord
- Lamidat de Garoua
- Lamidat de Bibemi
- Lamidat de Rey-Bouba
- Lamidat de Tchamba
- Lamidat de Djoumté
- Lamidat de Tcheboa
- Lamidat de Godé
- Lamidat de Wangai
- Lamidat de Béka
- Lamidat de Bé
- Lamidat de Demsa
- Lamidat de Golombé
- Lamidat de  Dembo
- Lamidat de  Bacheo